# Nemzeti Emlékhely és Kegyeleti Bizottság
A Nemzeti Emlékhely és Kegyeleti Bizottság (NEKB) 1999-ben jött létre. A Miniszterelnökségen belül működő kormányzati bizottság, a kormány döntési joggal rendelkező önálló intézménye. Elnöke 1999 és 2006 között Jókai Anna, 2006 és 2021 között dr. Boross Péter volt, jelenleg pedig Harrach Péter tölti be az elnöki tisztséget.
Feladatai közé tartozik a nemzeti és történelmi emlékhelyekkel, a nemzeti sírkerttel és a nemzeti gyásszal kapcsolatos tevékenységek ellátása, valamint megemlékezések, konferenciák illetve az egyéb kegyeleti kérdésekkel kapcsolatos ügyek koordinálása.

## Története és tagjai
A Nemzeti Emlékhely és Kegyeleti Bizottság létrejöttét a temetőkről és temetkezésről szóló 1999. évi XLIII. törvény tette lehetővé. Ebben felhatalmazást kapott a kormány arra, hogy megállapítsa a bizottság szervezetére, tagjaira, feladataira és működésére, továbbá annak Titkárságára vonatkozó szabályokat. A szervezetet magát a 146/1999. (X.1.) kormányrendelet hívta életre, amely már konkrétan meghatározta annak felépítését és feladatait. A bizottság kibővült feladatkörét és működését 2010. novembere óta a 258/2010. (XI.12.) kormányrendelet szabályozza.
A bizottság jelenlegi[mikor?] tagjai:
- Harrach Péter, elnök (2021-)
- Dr. Szakály Sándor, elnökhelyettes
- Zsigmond Attila, elnökhelyettes
- Csallóközi Zoltán
- Dr. Fejérdy Tamás
- Dr. Hermann Róbert
- Dr. M. Kiss Sándor
- Dr. Pandula Attila
- Dr. Réthelyi Miklós
- Dr. Susa Éva
- Dr. Weszelovszky Zoltán

A bizottság korábbi tagjai:
- Jókai Anna, elnök (1999-2006)
- Dr. Boross Péter, elnök (2006-2021)
- Ladányi Jenő, elnökhelyettes (1999-2004)
- Dr. Zlinszky János, elnökhelyettes (2004-2015)
- Katona Tamás
- Baloghné dr. Ormos Ilona
- Dr. Holló József Ferenc
- Bende Csaba
- Kósa Ferenc
- Dr. Granasztói György
- Dr. Töll László
- Dr. Kádár Béla
- Regéczy-Nagy László
- Dr. Gedai István, elnökhelyettes (1999-2022)

A kormány 144/2013. (V.14.) és 145/2013. (V.14.) számú rendeletei alapján a bizottság titkárságának feladatait 2013. május 22-től kezdve a Nemzeti Örökség Intézete látja el.

## Tevékenysége
A bizottság ma már az 1999-es törvényben megfogalmazott alapfeladatain túl a kegyeleti tevékenységek széles körét öleli fel. A testület a megemlékezés kultúrájának terén kifejtett működésén kívül többek között konferenciák szervezésével és a jeles nemzeti síremlékeket temetkezéstörténeti és képzőművészeti szempontból bemutató kiadványsorozat publikálásával foglalkozik.
Feladatai négy főcsoportba sorolhatók:
1. A nemzeti sírkerttel kapcsolatos feladatok ellátása (a nemzeti sírkert részeként vesz nyilvántartásba temetkezési helyeket, gyakorolja felettük a rendelkezési jogát).
2. A nemzeti gyásszal kapcsolatos feladatok ellátása (javaslatot tesz a Kormánynak a nemzeti gyász kifejezési módjára és formájára).
3. A megemlékezés módszertanának és gyakorlatának kialakításával kapcsolatos feladatok ellátása.
4. A nemzeti és a történelmi emlékhelyekkel kapcsolatos feladatok elvégzése.

### Kiadványai
- Kegyelet és emlékezet; szerk. Angyal Eleonóra, Haraszti György, Papp Gábor; NEKB, Bp., 2007